# Ciril Baškovič
Ciril Baškovič, slovenski politolog in politik, * 7. marec 1947.
V drugi polovici osemdesetih let 20. stoletja je bil član Centralnega komiteja Zveze komunistov Slovenije.
Med 14. majem 1992 in 13. marcem 1997 je bil državni sekretar Republike Slovenije na Ministrstvu za znanost in tehnologijo Republike Slovenije.
Med 15. decembrom 2000 in 3. decembrom 2004 je bil državni sekretar Republike Slovenije na Ministrstvu za kulturo Republike Slovenije.
Septembra 2017 je postal predsednik Programskega sveta RTV Slovenija.